# Anatolij Łutikow
Anatolij Stiepanowicz Łutikow, ros. Анатолий Степанович Лутиков (ur. 5 lutego 1933 w Leningradzie, zm. 23 października 1989 w Anapie) – rosyjski szachista, arcymistrz od 1974 roku.

## Kariera szachowa
W latach 60. XX wieku należał do szerokiej czołówki szachistów Związku Radzieckiego. Pomiędzy 1959 a 1969 r. siedmiokrotnie startował w finałach indywidualnych mistrzostw kraju, największy sukces osiągając na przełomie 1968 i 1969 r. w Ałmaty, gdzie zajął III m. W 1965 r. wystąpił w Hamburgu w reprezentacji ZSRR na drużynowych mistrzostwach Europy, zdobywając dwa złote medale (wraz z zespołem oraz za indywidualny wynik na XII szachownicy). Był również dwukrotnym złotym medalistą drużynowych mistrzostw świata studentów z 1956 r. (wraz z zespołem oraz na VI szachownicy).
W 1955 r. triumfował w rozegranych w Leningradzie mistrzostwach RFSRR. Największy sukces na arenie międzynarodowej odniósł w 1967 r., zajmując II m. w słynnym turnieju Hoogovens w Beverwijk (za Borysem Spasskim, a m.in. przed Dragoljubem Ciriciem, Bentem Larsenem, Klausem Dargą, Svetozarem Gligoriciem i Laszlo Szabo). Inne znaczące wyniki:
- I m. w Bad Salzungen (1960),
- dz. III m. w Kisłowodzku (1966, za Jefimem Gellerem i Leonidem Steinem, wspólnie z Ratmirem Chołmowem),
- dz. II m. w Amsterdamie (1968, turniej IBM-B, za Stefano Tatai, wspólnie z Robertem Hartochem),
- dz. III m. w Polanicy-Zdroju (1972, memoriał Akiby Rubinsteina, za Janem Smejkalem i Jewgienijem Wasiukowem, wspólnie z Jurijem Razuwajewem),
- dz. I m. w Lipsku (1973, wspólnie z Vlastimilem Hortem i Burkhardem Malichem),
- I m. w Albenie (1976).

Najwyższy ranking w karierze osiągnął 1 lipca 1972 r., z wynikiem 2545 punktów dzielił wówczas 38-41. miejsce (wspólnie z Janem Smejkalem, Larrym Evansem i Helmutem Pflegerem) na światowej liście FIDE, jednocześnie zajmując 23. miejsce wśród szachistów radzieckich.